# Zutphen
Zutphen là một đô thị thuộc tỉnh Gelderland, Hà Lan. Đô thị này có diện tích  km², dân số là người.